# Saraj (Noord-Macedonië)
Saraj (Macedonisch: Сарај; Albanees: Saraji) is een gemeente in Noord-Macedonië en maakt deel uit van het hoofdstedelijk gebied Groot Skopje.
Saraj telt 35.408 inwoners (2002). De oppervlakte bedraagt 229,06 km², de bevolkingsdichtheid is 154,6 inwoners per km².
Saraj betekent paleis.